# Tipos de convulsión
Los numerosos tipos de convulsión se suelen definir y agrupar de acuerdo al esquema propuesto por la Liga internacional contra la epilepsia (ILAE en sus siglas en inglés) en 1981. La distinción entre los diferentes tipos de convulsiones es importante porque estas pueden tener diferentes causas, diagnósticos y tratamientos.

## Clasificación internacional de los tipos de convulsión (1981)
Esta clasificación está basada más en la observación, tanto clínica como electroencefalográfica, que en la fisiopatología o anatomía subyacente.
I Crisis parciales (antes denominadas focales).
A Crisis parciales simples - sin alteración del estado de conciencia. 
1 Crisis parciales con signos motores.
2 Crisis parciales con síntomas sensoriales
3 Crisis parciales con signos o síntomas autonómicos.
4 Crisis parciales con síntomas psicológicos.
B Crisis parciales complejas - con alteración del estado de conciencia (antes denominadas crisis del lóbulo temporal o crisis psicomotoras).
1 Crisis parciales complejas de inicio parcial simple, seguidas de alteración de la conciencia.
2 Crisis parciales complejas con alteración de la conciencia desde el inicio.
C Crisis parciales que evolucionan a crisis generalizadas secundarias.
1 Crisis parciales símples que evolucionan a crisis generalizadas.
2 Crisis parciales complejas que evolucionan a crisis generalizadas.
3 Crisis parciales simples que evolucionan a crisis parciales complejas que evolucionan a crisis generalizadas.
II Crisis generalizadas
A Crisis de ausencia (antes denominadas petit mal).
1Crisis de ausencia típicas.
2 Crisis de ausencia atípicas.
B Crisis mioclónicas.
C Crisis clónicas
D Crisis tónicas.
E Crisis convulsivas tónico-clónicas (antes denominadas grand mal).
F Crisis de atonía.
III Convulsiones epilépticas no clasificadas.
Clasificándolas por su origen en el cerebro, las crisis convulsivas se pueden dividir en parciales (focales) o generalizadas. Las crisis convulsivas parciales afectan a una parte localizada del cerebro, mientras que las generalizadas afectan a ambos hemisferios en su totalidad. El término generalización secundaria se utiliza para describir una crisis convulsiva parcial que posteriormente se expande a la totalidad de la corteza y se convierte en una crisis convulsiva generalizada.
La mayoría de las crisis convulsivas se pueden clasificar fácilmente entre parciales y generalizadas, pero existen algunas donde es difícil hacer esta distinción. Por ejemplo, la crisis puede ser generalizada dentro de un solo hemisferio. O pueden existir múltiples puntos focales (crisis multifocales) que pueden tener un patrón de distribución simétrico o asimétrico.

### Crisis parciales
Las crisis parciales se pueden subdividir en simples y complejas. Esto se refiere al efecto de la crisis sobre el estado de conciencia: las crisis simples no causan interrupción de la conciencia (aunque pueden causar distorsiones sensoriales u otras sensaciones), mientras que las crisis complejas interrumpen la conciencia en grados variables. 
Esto no significa necesariamente que la persona que sufre este tipo de crisis caiga inconsciente (como en un desmayo). Por ejemplo, una crisis parcial compleja puede suponer la repetición inconsciente de acciones simples, gestos o verbalizaciones, o simplemente una mirada perdida y aparente falta de reconocimiento de la aparición de la crisis, seguida por amnesia del episodio. Otros pacientes pueden reportar una sensación de visión de túnel o de disociación, lo que representa una disminución de la conciencia sin pérdida total de la misma. Algunos pacientes pueden ejecutar acciones complejas como viajar o realizar compras, dentro del estado de la crisis parcial compleja.
Los efectos de las crisis parciales pueden depender bastante de la parte del cerebro en la que están activas. Por ejemplo, una crisis parcial en áreas involucradas en la percepción pueden causar una experiencia sensorial particular (por ejemplo, la percepción de un olor, música o relámpagos de luz) mientras que si está centrada en un área de la corteza motora una crisis parcial puede causar el movimiento de un grupo particular de músculos. Este tipo de crisis también puede causar pensamientos particulares o imágenes visuales internas o incluso experiencias que pueden estar bien definidas pero pueden ser difíciles de explicar. Es sabido que las crisis originadas en el lóbulo temporal pueden producir experiencias místicas o extásicas en algunas personas. Esto pueden resultar en un diagnóstico errado de psicosis o incluso de esquizofrenia[cita requerida] si otros síntomas de la crisis no son tenidos en cuenta y si otros exámenes no son realizados. Desafortunadamente para los pacientes epilépticos, los medicamentos antipsicóticos prescritos sin anticonvulsivantes en estos casos pueden disminuir el umbral convulsivo aún más y empeorar los síntomas.
Cuando los efectos de una crisis parcial aparecen como un 'signo de alerta' antes de la aparición de una convulsión generalizada se les conoco como aura. Es frecuente que una crisis parcial se extienda a otras partes del cerebro y eventualmente se generalice, resultando en una convulsión tónico-clónica. La experiencia subjetiva del aura, como en otras crisis parciales, tenderá a reflejar la función de la parte del cerebro afectada.

### Crisis generalizadas
Las crisis convulsivas generalizadas primarias se pueden clasificar en varias categorías, dependiendo de sus efectos sobre el comportamiento:
- Las crisis de ausencia implican una interrupción de la consciencia donde la persona que sufre la crisis se observa vacante y sin respuesta por un corto periodo de tiempo (usualmente alrededor de 30 segundos). Pueden presentarse contracciones musculares leves.
- Las crisis mioclónicas producen contracciones muy cortas (< 0.1 segundo) de músculos o grupos musculares, produciendo movimientos bruscos involuntarios.
- Las crisis clónicas son mioclonus que se repiten con una frecuencia de  2-3 por segundo. En algunos casos la frecuencia es variable.
- Las crisis convulsivas tónico-clónicas incluyen una contracción inicial de los músculos (fase tónica) que puede producir lesiones por mordedura de la lengua, incontinencia urinaria y ausencia de movimientos respiratorios. Esto es seguido de contracciones musculares rítmicas (fase clónica). Este tipo de crisis es lo que coloquialmente se llama un 'ataque epiléptico'.
- Las crisis de atonía producen la pérdida de tono muscular, produciendo el colapso de la persona. Se deben distinguir de episodios similares que ocurren en la cataplexia.

### Crisis mixtas
Una crisis mixta se define como la existencia de crisis generalizadas y crisis parciales en el mismo paciente. Por ejemplo, una persona que tiene crisis mioclónicas frecuentes puede tener una crisis convulsiva tónico-clónica producida por un estado febril.

### Crisis continuas
Se trata del estatus epiléptico, es decir la actividad epiléptica continua sin recuperación entre las crisis sucesivas. Cuando las crisis son convulsivas, es una condición que amenaza la vida y es imperativo buscar asistencia médica de urgencias si se sospecha esta condición. Una crisis convulsiva tónico-clónica que dura más de 5 minutos (o dos minutos más que la duración habitual de las crisis de la persona afectada) debería recibir atención médica urgente.
La epilepsia partialis continua es un tipo raro de crisis motora focalizada (manos y cara) que recurre cada pocos segundos por periodos extendidos de tiempo (días o años). Generalmente la causa en adultos es una enfermedad cerebrovascular, mientras que en niños se debe a procesos inflamatorios corticales focales (encefalitis de Rasmussen) posiblemente causados por eventos autoinmunes o infecciones virales crónicas.

## Clasificaciones futuras
En 1997 la ILAE empezó a trabajar en una revisión de la clasificación de las crisis convulsivas, epilepsias y síndromes epilépticos. Esta revisión continúa siendo un proyecto y aún no ha reemplazado a la clasificación de 1981.
Algunos de los cambios propuestos en la terminología incluyen:
- Reemplazar parcial por el término anterior focal para describir crisis que se originan solo en una parte del cerebro (no necesariamente pequeña o bien delimitada). Se considera ambiguo el término 'parcial'.
- Dejar de utilizar los términos parcial simple y parcial compleja, ya que la caracterización dependiendo de los efectos sobre el estado de conciencia ya no se considera útil.
- Reemplazar criptogénica por probablemente sintomática.

La jerarquía propuesta tiene la siguiente estructura:
Crisis autolimitadas
Crisis generalizadas
Crisis tónico-clónicas (incluyendo variaciones que inician con una fase tónica o mioclónica).
Crisis clónicas (con o sin características tónicas).
Crisis de ausencia típicas.
Crisis de ausencia atípicas.
Crisis de ausencia mioclónica.
Crisis tónicas.
Espasmos.
Crisis mioclónicas.
Mioclonus masivo bilateral
Mioclonía de los párpados (con y sin ausencias).
Crisis mioclónicas atónicas.
Mioclonus negativo.
Crisis de atonía.
Crisis de reflejos en síndromes epilépticos generalizados.
Crisis de la neocorteza posterior
Crisis neocorticales del lóbulo temporal
Crisis focales
Crisis focales sensoriales.
Crisis focales motoras.
Crisis gelásticas.
Crisis hemiclónicas.
Crisis con generalización secundaria.
Crisis de reflejos en síndromes epilépticos focales.
Crisis continuas
Status epilepticus generalizado
Status epilepticus tónico-clónico generalizado.
Status epilepticus clónico.
Status epilepticus de ausencia.
Status epilepticus tónico.
Status epilepticus mioclónico.
Status epilepticus focalizado
Epilepsia partialis continua de Kojevnikov.
Aura continua.
Status epilepticus límbico (status psicomotor).
Status hemiconvulsivo con hemiparesia.

## Clasificaciones tempranas
La clasificación de 1981 es una revisión de una clasificación propuesta por Henri Gastaut para la ILAE en 1970. Una diferencia significativa entre estos criterios fue la distinción hecha entre crisis simples y parciales. 
En la clasificación de 1970 la distinción era entre crisis con síntomas que involucran funciones sensoriales o motoras (simples) o crisis que involucran funciones superiores (complejas). Esto se cambió para considerar si durante la crisis se mantenía totalmente la consciencia o no. Una consecuencia de estas diferencias es que los estudios que agrupan a los pacientes de acuerdo a estas diferentes clasificaciones no son directamente comparables de una generación a la otra. La clasificación de 1970 fue importante para estandarizar los términos modernos para muchos tipos de crisis. Hasta esa fecha se empleaban términos como 'petit mal', 'grand mal', 'crisis Jacksoniana', 'crisis psicomotora' y 'crisis del lóbulo temporal'.
La clasificación de tipos de convulsión más temprana se puede adjudicar a eruditos babilonios que recogieron su conocimiento médico en tabletas conocidas como Sakikku (todas las enfermedades). Éstas se remontan al rey babilonio Adad-apla-iddina de la segunda dinastía de Isin aproximadamente entre 1067 y 1046 a. C. En ellas se describen varios tipos de convulsión, cada uno asociado a un espíritu o demonio específico, y el diagnóstico correspondiente.